# Incirrata
Incirrata is een onderorde van inktvissen uit de orde Octopoda. 

## Kenmerken
Deze octopussen worden onderscheiden van cirrata-dragende octopussen door de afwezigheid van trilharen en in paren gerangschikte zwemmende vinnen op het hoofd, en een gebrek aan kleine interne schelp (De schelp van Argonauta is geen interne schelp maar een dunne uitwendige schelp).

## Superfamilies
De volgende superfamilies zijn bij de onderorde ingedeeld:
- Argonautoidea Cantraine, 1841
- Octopodoidea d'Orbigny, 1840

### Synoniemen
- Bolitaenoidea Chun, 1911 => Octopodoidea d'Orbigny, 1840